# 高地穀倉 (伊利諾伊州)
高地穀倉（英語：La Gramge Highlands）是位於美國伊利諾伊州庫克縣的一個非建制地區。該地的面積和人口皆未知。

## 地理
高地穀倉的座標為41°47′47″N 87°37′16″W / 41.79639°N 87.62111°W，而該地的平均海拔高度為206米（即676英尺）。